# Lycodon tessellatus
Lycodon tessellatus är en ormart som beskrevs av Jan 1863. Lycodon tessellatus ingår i släktet Lycodon och familjen snokar. Inga underarter finns listade i Catalogue of Life.
Denna orm är endast känd från ett exemplar som hittades 1846 i Filippinerna. Exemplaret transporterades i en låda som var märkt med "Manila, Philippines". Troligtvis fångades Lycodon tessellatus någonstans på ön Luzon. Inget är känt om levnadssättet, populationens storlek och möjliga hot. IUCN listar arten med kunskapsbrist (DD).